# Liste von Bergwerken in Hagen

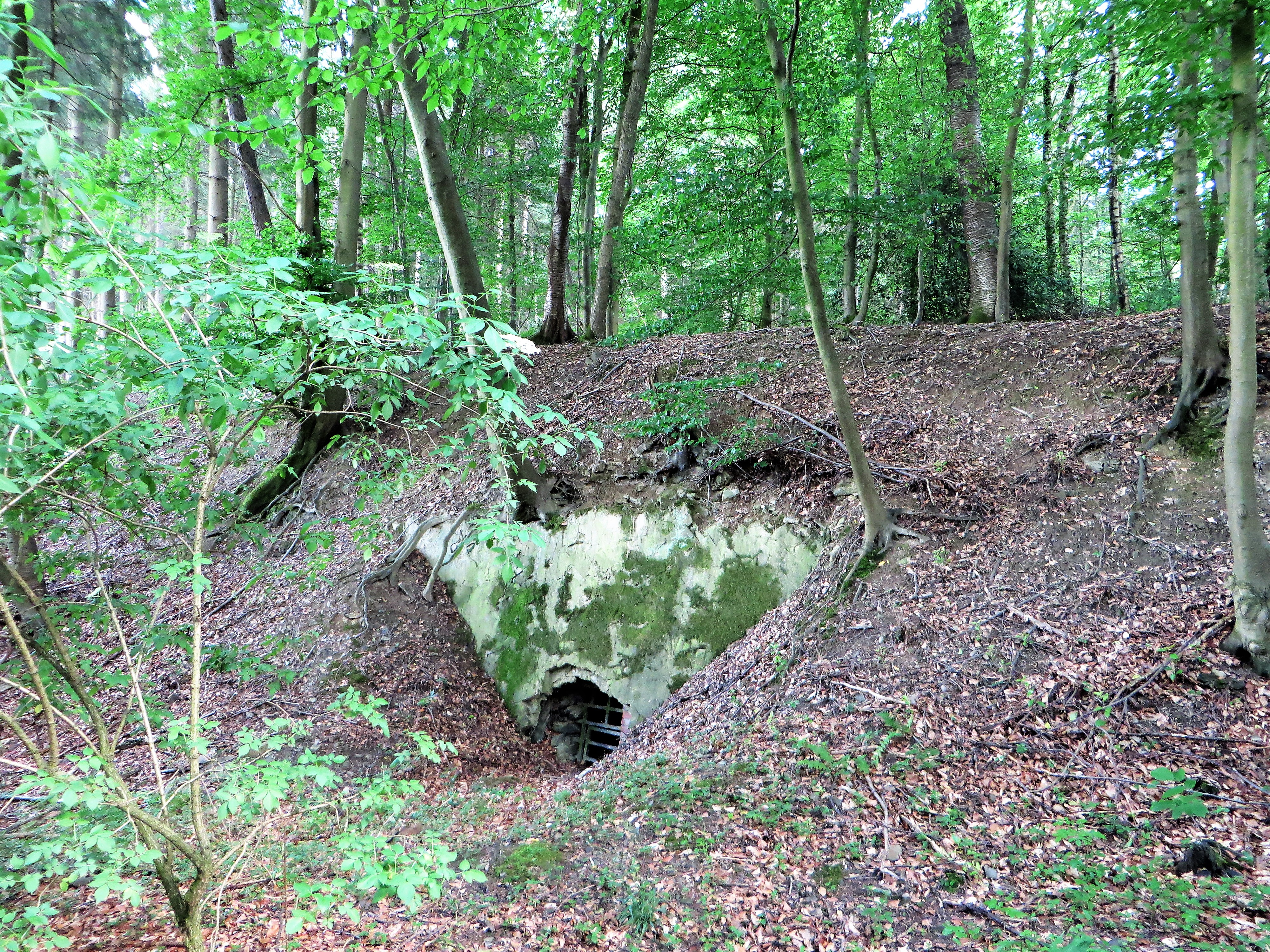
Stollen Tiefendorf, 2017

Die Liste von Bergwerken in Hagen führt Bergwerke in Hagen, Nordrhein-Westfalen, auf. Hagen wird dem Ruhrgebiet zugerechnet, das südöstliche Gemeindegebiet dem Sauerland.

## Geschichte
In der Mitte des 19. Jahrhunderts wurden durch Schurfe mehr oder weniger bauwürdiges Vorkommen erschürft und die Rechte nach Inaugenscheinnahme verliehen. Die Abbaurechte bzw. Anteile an der Gewerkschaft, die die Abbaurechte hatte, wurden dann gehandelt bzw. von großen Eisenhütten zur Arrondierung des Grubenbesitzes erworben, aber nie ausgebeutet. Mit der Übertragung der Rechte erloschen diese „Gruben“ dann. Tatsächlich förderten beispielsweise Georgine und Hassley.

## Liste

### Steinkohlezechen
| Name           | Stadt und Ortsteil | Beginn | Ende | Anmerkungen                     |
| -------------- | ------------------ | ------ | ---- | ------------------------------- |
| Eliasburg      | Boele              | 1860   | 1863 | [ 1 ]                           |
| Frischgewagt   | Boele              | 1875   | 1935 | [ 1 ]                           |
| Glücksfortgang | Bathey             | 1786   | 1859 | neu verliehen als Peter Wilhelm |
| Himmelsburg    | Boele              | 1859   | 1935 | [ 1 ]                           |
| Kaysbergerbank | Vorhalle           | 1562   | 1945 | 1562, 1836–1839, 1945           |
| Peter Wilhelm  | Hengstey           | 1859   | 1922 | [ 1 ]                           |
| Wittekind      | Boele              | 1860   | 1935 | [ 1 ]                           |

### Eisenerzzechen
| Name                      | Stadt und Ortsteil                              | Beginn    | Ende | Anmerkungen                                                |
| ------------------------- | ----------------------------------------------- | --------- | ---- | ---------------------------------------------------------- |
| Agnes                     | Hohenlimburg                                    | 1853      | 1854 |                                                            |
| Alexander I               | Wehringhausen / Haspe                           | 1858      | 1867 |                                                            |
| Dahl                      | Dahl                                            | 1857      | 1863 | [ 2 ]                                                      |
| Dahlmann                  | Wehringhausen                                   | 1858      | 1863 |                                                            |
| Elsey I                   | Elsey                                           | 1855      |      |                                                            |
| Elsey II                  | Elsey                                           | 1855      |      |                                                            |
| Eppenhausen               | Eppenhausen                                     | 1867      | 1935 |                                                            |
| Freundschaft              | Dahl / Holthausen / Delstern                    | 1856      |      | [ 2 ]                                                      |
| Friederica I              | Boele / Eckesey / Fley / Halden                 | 1859      | 1867 |                                                            |
| Friederike                | Rummenohl                                       | 1873      |      | Bergrevier Witten. Eisen; verliehen 2. September 1874 Lage |
| Friedrich                 | Dahl                                            | 1858      | 1858 | ca. 1856 Erbstollen                                        |
| Friedrich Julius          | Mitte / Eilpe / Haspe / Wehringhausen           | 1867      | 1935 |                                                            |
| Friedrichsburg I          | Haspe / Wehringhausen                           | 1859      | 1868 |                                                            |
| Gedenkemein               | Wehringhausen                                   | 1858      | 1865 |                                                            |
| Grube Georgine            | Wehringhausen / Eilpe                           | 1857      | 1865 | [ 2 ]                                                      |
| Hagen                     | Dahl                                            | 1856      | 1865 | [ 2 ]                                                      |
| Harkort                   | Eilpe                                           | 1868      | 1935 |                                                            |
| Harkorten II              | Westerbauer                                     | 1853 (um) |      | [ 2 ]                                                      |
| Harkorten III             | Dahl                                            | 1855 (um) |      | [ 2 ]                                                      |
| Grube Hassley             | Holthausen / Delstern / Derbeck / Haßley        | 1859      | 1911 | 1859–1860, 1861–1911                                       |
| Hassley II                | Holthausen / Haßley                             | 1860      | 1861 | [ 2 ]                                                      |
| Heinrich-Carolinenglück   | Dahl                                            | 1870      | 1935 |                                                            |
| Hengstei                  | Bathey                                          | 1853      | 1935 |                                                            |
| Hercules                  | Boele / Eppenhausen                             | 1853      | 1859 |                                                            |
| Hermann Diedrich          | Hohenlimburg                                    | 1841      | 1908 |                                                            |
| Hoffnungsaue              | Vorhalle                                        | 1834      | 1835 |                                                            |
| Humanität                 | Herbeck                                         | 1858      | 1861 |                                                            |
| Humboldt I                | Wehringhausen / Haspe                           | 1858      | 1867 |                                                            |
| Königsberg                | Vorhalle                                        | 1856      | 1935 |                                                            |
| Kückelhausen              | Mitte                                           | 1858      | 1939 | 1858–1865, 1929–1939; vermutlich bereits 1855 gemutet      |
| Limburg                   | Dahl                                            | 1856      | 1860 | vermutlich bereits 1855 gemutet                            |
| Loise                     | Reh                                             | 1861      | 1865 |                                                            |
| Ludwig Philipp            | Rummenohl                                       | 1873      |      | Bergamt Witten, Eisen; verliehen 2. September 1874 Lage    |
| Marienburg                | Mitte, Wehringhausen / Eilpe                    | 1859      | 1867 | 1859, 1863–1867                                            |
| Marsch Marsch zur Attaque | Westerbauer / Haspe                             | 1870      |      |                                                            |
| Moritz                    | Casimir Hohenlimburg                            | 1854      | 1904 |                                                            |
| Neu Harkorten             | Harkorten / Berge / Westerbauer / Grundschöttel | 1857      | 1864 | [ 2 ]                                                      |
| Roland                    | Eilpe                                           | 1860/1861 | 1934 | wohl bereits 1836 gemutet                                  |
| Seigetreu                 | Mitte                                           | 1859      | 1865 |                                                            |
| Sicilia                   | Wehringhausen                                   | 1858      | 1865 |                                                            |
| Sophia                    | Hohenlimburg                                    | 1841      | 1862 | 1841, 1861–1862                                            |
| Taberg III                | Vorhalle / Werdringen                           | 1857      | 1865 | [ 2 ]                                                      |

### Kupfererzzechen
| Name          | Stadt und Ortsteil | Beginn | Ende | Anmerkungen |
| ------------- | ------------------ | ------ | ---- | ----------- |
| Friedericia   | Dahl               | 1861   | 1863 |             |
| Lina          | Dahl               | 1866   | 1902 |             |
| Mathilde      | Dahl               | 1866   | 1935 |             |
| Wilhelmsglück | Dahl               | 1868   | 1935 |             |

### Zinkerzzechen
| Name       | Stadt und Ortsteil | Beginn | Ende | Anmerkungen |
| ---------- | ------------------ | ------ | ---- | ----------- |
| Clara      | Mitte              | 1867   | 1935 |             |
| Paul       | Mitte              | 1867   | 1935 |             |
| Westphalia | Holthausen         | 1872   | 1935 |             |

### Bleierzzechen
| Name          | Stadt und Ortsteil | Beginn | Ende | Anmerkungen |
| ------------- | ------------------ | ------ | ---- | ----------- |
| Homey’s Glück | Eilpe / Delstern   | 1873   | 1935 |             |
| Saturn        | Dahl               | 1866   | 1935 |             |

### Schwefelkieszechen
| Name       | Stadt und Ortsteil          | Beginn | Ende | Anmerkungen |
| ---------- | --------------------------- | ------ | ---- | ----------- |
| Friederike | Mitte / Eilpe / Eppenhausen | 1870   | 1935 |             |

### Alaunschieferzechen
| Name        | Stadt und Ortsteil | Beginn    | Ende | Anmerkungen |
| ----------- | ------------------ | --------- | ---- | ----------- |
| Amalia      | Halden             | 1834      | 1859 | [ 2 ]       |
| Auguste     | Henkhausen         | 1858      | 1859 |             |
| Genovefa    | Eppenhausen        | 1841      | 1854 | [ 2 ]       |
| Guter Stern | Wehringhausen      | 1836 (um) |      | [ 2 ]       |
| Palladium   | Eppenhausen        | 1846      | 1935 |             |

### Galmeizechen
| Name     | Stadt und Ortsteil | Beginn | Ende | Anmerkungen |
| -------- | ------------------ | ------ | ---- | ----------- |
| Irmgarde | Eilpe / Delstern   | 1867   | 1935 |             |

### Sonstiges
| Name                                              | Stadt und Ortsteil | Beginn     | Ende | Anmerkungen                                                            |
| ------------------------------------------------- | ------------------ | ---------- | ---- | ---------------------------------------------------------------------- |
| Gute Hoffnung Alaun- und Vitriolsiedehütte        | Herbeck            | 1834       | 1838 | [ 2 ]                                                                  |
| Roland und Markana Eisensteingrube und Eisenhütte | Eilpe und Haspe    | 1836       | 1854 |                                                                        |
| Rolloch I                                         | Hohenlimburg       | 1926-10-23 | 1967 | Bergrevier Arnsberg. Kalk; am Mühlenberg; 1 oder evtl. sogar 2 Stollen |